# Alfredo Brandão Cró de Castro Ferreri
Alfredo Brandão Cró de Castro Ferreri CvC • CvA (Lisboa, 3 de Março de 1849 — 11 de Setembro de 1895) foi um militar e administrador colonial português.

## Biografia
Serviu o Império Português, esteve destacado em comissões na Índia, Angola e Guiné antes das nomeações para governar alguns distritos de Moçambique. Chegou ao posto de Major e faleceu logo de seguida. Recebeu condecorações como a de Cavaleiro da Real Ordem Militar de Nosso Senhor Jesus Cristo e de Real Ordem Militar de São Bento de Avis, além de inúmeros louvores e medalhas de campanha. Recusou títulos nobiliárquicos por lealdade ao seu irmão e por razões políticas relacionadas com a época de oitocentos.
Era filho do Excelentíssimo Senhor Tenente General Adriano Maurício de Guilherme Brandão Soares de Castro Ferreri, que foi fidalgo cavaleiro da casa real, Ministro de Estado, da Guerra, da Marinha e Ultramar e primeiro comandante da Academia Militar (1841-1851) e de sua segunda esposa D. Marcelina Cró. Era irmão do Senhor Visconde de Ferreri, Adriano Augusto Brandão de Souza Ferreri e primo dos Barões de São Martinho de Dume (Ferreri de Gusmão) e cunhado da Viscondessa de Passos, Beatriz de Passos Manoel, casada com o seu irmão. Era neto de D. Josefa Clara de Gusmão Ferreri e bisneto do Conde Francisco de Vicente Ferreri. 
Exerceu o cargo de governador do distrito de Sofala, Lourenço Marques e de Inhambane nas então províncias de Moçambique.
Foi sócio e colaborador da Real Sociedade de Geografia de Lisboa e co-autor dos Elementos para um Dicionário Corográfico da Província de Moçambique, autor da narrativa de viagem intitulada De Lisboa a Moçambique. Foi um dos fundadores da Galeria Militar Contemporânea e do jornal Exército Português.

## Obra
- Apontamentos de um ex‐governador de Sofala: Ligeiras considerações acerca do estado deste distrito, de Moçambique e do Comando Militar do Bazaruto. Lisboa: Tipografia Matos Moreira. 1886
- De Lisboa a Moçambique, Lisboa, Tipografia Matos Moreira, 1884.